# Хафнер, Сабина
Сабина Хафнер (нем. Sabina Hafner, 10 мая 1984, Листаль, Базель-Ланд) — швейцарская бобслеистка и скелетонистка, рулевая, выступает за сборную Швейцарии с 2004 года. Участница двух зимних Олимпийских игр, серебряная призёрша европейского первенства, обладательница двух медалей с чемпионатов мира, трёхкратная чемпионка мира среди юниоров, пятикратная победительница национального первенства.

## Биография
Сабина Хафнер родилась 10 мая 1984 года в городе Листаль, кантон Базель-Ланд. С юных лет занималась спортом, а в 2003 году решила попробовать себя в бобслее, прошла отбор в национальную команду и присоединилась к сборной в качестве рулевой. Сразу стала показывать неплохие результаты, в частности, уже в 2005 году одержала победу на чемпионате Швейцарии. Благодаря череде удачных выступлений удостоилась права защищать честь страны на Олимпийских играх 2006 года в Турине, где в зачёте женских двухместных экипажей заняла десятое место.
Впоследствии Хафнер ещё четыре раза брала золото национального первенства (2006, 2009, 2010, 2011) и трижды становилась чемпионкой мира среди юниоров (2007, 2009, 2010), зарекомендовав себя лидером женской швейцарской сборной. В 2007 году на мировом первенстве в Санкт-Морице, соревнуясь в составе смешанной команды по бобслею и скелетону, завоевала бронзу, тогда как на чемпионате мира 2009 года в американском Лейк-Плэсиде взяла в той же дисциплине серебро. Ездила соревноваться на Олимпийские игры в Ванкувер, планировала побороться за место на подиуме, но в итоге финишировала только двенадцатой. Среди прочих заслуг Сабины Хафнер — серебряная медаль, выигранная на чемпионате Европы 2010 года в австрийском Игльсе.